# Philodendron reticulatum
Philodendron reticulatum är en kallaväxtart som beskrevs av Michael Howard Grayum. Philodendron reticulatum ingår i släktet Philodendron och familjen kallaväxter. Inga underarter finns listade.